# Keogramm
Ein Keogramm (von Inuktitut Keoeeit ‚Polarlicht‘ und altgriechisch γράμμα grámma, deutsch ‚Buchstabe, Schrift‘) ist eine Art der Darstellung der Intensität eines Polarlichtes oder des Bewölkungsverlaufes, aufgenommen von einem schmalen Querschnitt des runden Bildes, das von einer Kamera, genauer gesagt und idealerweise in der Praxis einer Allsky-Kamera, aufgenommen wurde.

Ein Keogramm, das das Profil des markierten Ausschnitts der von der Kamera aufgenommenen Bilder zeigt.

Diese Aufnahmen, die in der Regel auf der Nordhalbkugel in Nord-Süd-Richtung und auf der Südhalbkugel in Süd-Nord-Richtung ausgerichtet sind, werden gesammelt und bilden ein zeitabhängiges Diagramm des Polarlichts von diesem Teil des Himmels. Damit lässt sich die allgemeine Aktivität des Lichts in der jeweiligen Nacht leicht erkennen, unabhängig davon, ob es durch die Wetterbedingungen unterbrochen wurde oder nicht, und die Regionen, in denen das Polarlicht zu sehen war, lassen sich anhand des Breiten- und Längengrads des Gebiets bestimmen.
Die Verwendung von Keogrammen wurde in den 1970er Jahren von Eather et al. begonnen, um eine praktischere und effizientere Methode zur Bestimmung der Aktivität des Polarlichts während der gesamten aufgezeichneten Nacht zu ermöglichen und einen Blick auf die detaillierten Bewegungen des Lichts zu werfen, das auch in Wellenlängen außerhalb des menschlichen sichtbares Spektrums aufgezeichnet wird.
So werden Keogramme auch verwendet, um die Bedingungen der äquatorialen Plasmablasen in der Ionosphäre der Erde zu analysieren, um ihre Drift in niedrigeren Breiten abzuschätzen.